# Сельское поселение «Село Кузьмищево»
Сельское поселение «Село Кузьмищево» — муниципальное образование в составе Тарусского района Калужской области России.
Центр — село Кузьмищево.

## История
Статус и границы сельского поселения установлены Законом Калужской области от 1 ноября 2004 года № 369-ОЗ «Об установлении границ муниципальных образований, расположенных на территории административно-территориальных единиц "Думиничский район", "Кировский район", "Медынский район", "Перемышльский район", "Сухиничский район", "Тарусский район", "Юхновский район", и наделении их статусом городского поселения, сельского поселения, муниципального района».

## Население
| 2010  | 2012  | 2013  | 2014  | 2015  | 2016  | 2017  |
| ----- | ----- | ----- | ----- | ----- | ----- | ----- |
| 1176  | ↗1212 | ↗1220 | ↘1168 | ↗1177 | ↘1176 | ↘1164 |
| 2018  | 2019  | 2020  | 2021  |       |       |       |
| ↘1116 | ↗1145 | ↗1155 | ↗1391 |       |       |       |

## Состав сельского поселения
В поселение входят 7 населённых мест:
| № | Населённый пункт | Тип населённого пункта | Население |
| - | ---------------- | ---------------------- | --------- |
| 1 | Кузьмищево       | село                   | ↗390      |
| 2 | Больсуново       | деревня                | ↗86       |
| 3 | Бояково          | деревня                | ↘21       |
| 4 | Игнатовское      | деревня                | ↘401      |
| 5 | Любовцово        | деревня                | ↘12       |
| 6 | Строитель        | деревня                | ↗237      |
| 7 | Сутормино        | деревня                | ↗29       |